# Rusinka
Rusinka è un singolo del cantante macedone Vlatko Ilievski che ha rappresentato la Macedonia all'Eurovision Song Contest 2011. La canzone è in lingua macedone con un frase in russo ed è stata scritta da Grigor Koprov, Vladimir Dojcinovski, Jovan Jovanov e Marko Marinkovic. È stata pubblicata anche un'altra versione della canzone in inglese, russo e serbo-croato.
È stata suonata per la prima volta allo Skopje Fest 2011, vincendo con il massimo dei punti sia da parte del pubblico che da parte della giuria, battendo gli altri 19 brani in gara. Il video musicale del brano è stato mostrato al pubblico per la prima volta il 17 marzo 2011 sul canale YouTube ufficiale dell'Eurovision Song Contest; è stato diretto da Boško Stolić e girato in alta definizione.

## Retroscena

### Produzione

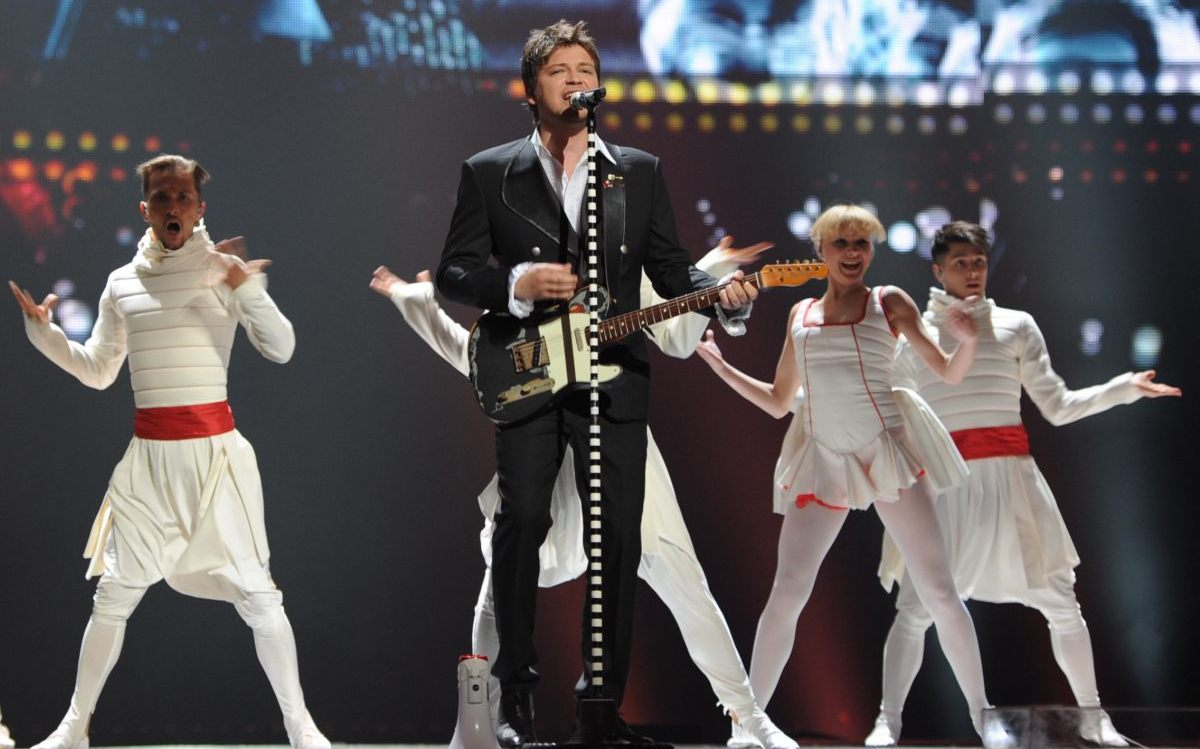
Vlatko Ilievski esegue il brano all'Eurovision Song Contest 2011

Il testo di "Rusinka" è stato scritto da Marko Marinkovic e Slatkar. La musica include stili moderni misti a musica tradizionale russa.

Il brano parla di un ragazzo macedone innamoratosi di una ragazza russa che non capisce cosa lei dica ma disposto ad imparare tutto quello che serve solo per lei; il brano cita anche le bevande alcoliche tradizionali dei due Paesi, la vodka e la rakija.

### Video
Il video è stato girato in 12 ore senza interventi di montaggio, ed include un cast di 12 persone, fra cui Elena Trajanovska (unica modella macedone selezionata dall'agenzia di moda Woman in Milan). Sono state girate versioni differenti del video per ogni versione del brano.

## All'Eurovision Song Contest 2011
Il brano partecipa alla seconda semifinale, piazzandosi in 16ª posizione con 36 punti, non accedendo così alla finale. Ha ricevuto 10 punti dalla Bosnia-Erzegovina, 8 dalla Slovenia, 7 da Bielorussia ed Ucraina, 3 da Israele ed 1 dalla Moldavia.